# Linn (Missouri)
Linn is een plaats (city) in de Amerikaanse staat Missouri, en valt bestuurlijk gezien onder Osage County.

## Demografie
Bij de volkstelling in 2000 werd het aantal inwoners vastgesteld op 1354.
In 2006 is het aantal inwoners door het United States Census Bureau geschat op 1430, een stijging van 76 (5,6%).

## Geografie
Volgens het United States Census Bureau beslaat de plaats een oppervlakte van
2,3 km², geheel bestaande uit land. Linn ligt op ongeveer 258 m boven zeeniveau.

## Plaatsen in de nabije omgeving
De onderstaande figuur toont nabijgelegen plaatsen in een straal van 24 km rond Linn.